# (977) Филиппа
(977) Филиппа (лат. Philippa) — астероид главного пояса. Был открыт 9 апреля 1922 года русско-французским астрономом Вениамином Жеховским в Алжирской обсерватории, расположенной в столице государства Алжир. Астероид назван в честь французского финансиста, члена банковской династии Ротшильдов Филиппа де Ротшильда.

## Орбитальные характеристики
Орбита астероида располагается во внешней части главного пояса и имеет большую полуось 3,1178 а. е., эксцентриситет 0,026 и наклон относительно эклиптики 15°.

## Физические характеристики
По классификации Толена Филиппа является обыкновенным углеродистым астероидом класса C, в то время как по классификации S3OS2 (Small Solar System Objects Spectroscopic Survey) астероид относят к классу X.
На основании кривых блеска, полученных в 2004 году в обсерватории Palmer Divide в Колорадо, определён период вращения астероида, равный 15,405 ч., и изменение блеска, равное 0,49 звёздной величины.
Согласно данным наблюдения инфракрасных спутников IRAS, Akari и WISE астероид имеет диаметр между 65,4 и 65,9 км, а альбедо поверхности от 0,05 до 0,06.